# Michael Clark (Tänzer)
Michael Duncan Clark (* 2. Juli 1962 in Aberdeen) ist ein schottischer Tänzer und Choreograf.

## Leben
Michael Clark lernte als Kind den Scottish Country Dance. Er studierte von 1975 bis 1979 Ballett an der Royal Ballet School in London.
Seine Bühnenkarriere begann er 1979 beim Ballet Rambert, wo er in Produktionen von Richard Alston mitwirkte. Clark besuchte bei Merce Cunningham einen Sommerkurs, arbeitete mit John Cage und wechselte 1981 nach New York City zur damaligen „punk princess“ des Tanzes Karole Armitage. 1984 gründete er seine eigene Truppe Michael Clark and Dancers, mit der er in den nächsten 25 Jahren vierzig Stücke produzierte.
Clark arbeitete für viele Häuser und Gruppen: Ballet de l’Opéra de Paris und dessen Recherche-Gruppe, das Scottish Ballet und das English National Ballet. Wegen eines Drogenentzugs musste er zwischen 1995 und 1998 als Tänzer pausieren. Seit 2005 arbeitet er am Barbican, begann dort mit einem  dreijährigen Strawinsky-Projekt und choreographierte für seine Truppe Apollon musagète, Le sacre du printemps und Les Noces.
Er wirkte 1989 in Peter Greenaways Film Der Koch, der Dieb, seine Frau und ihr Liebhaber mit, schrieb 1991 die Choreografie für Greenaways Prospero's Books und spielte selbst den Caliban.
Clark arbeitet mit der Musik u. a. von David Bowie, Wire, Laibach, Iggy Pop, Lou Reed und The Fall und arbeitete mit Künstlern und Designer wie Sarah Lucas, Peter Doig und Leigh Bowery zusammen. Sein Werk wird dem Post-Punk zugerechnet. Clark bringt neben seinen professionellen Tänzern Laiendarsteller auf die Bühne, auch seine eigene Mutter trat 1994 bei ihm auf. Clarks Arbeit fußt auf seiner Ausbildung im klassischen Ballett und speziell auf der Cecchetti-Methode, deren Beherrschung er auch in seiner Truppe fordert.
Clark produzierte 2010/11 im Tate Modern, 2012 war er Artist in Residence im Whitney Museum of American Art in  New York City und zeigte dort Who's Zoo? mit der Musik von Jarvis Cocker.
2014 erhielt Clark den Aachener Innovationspreis Kunst, der mit 10.000 Euro dotiert ist und von der Peter und Irene Ludwig Stiftung vergeben wird.
Für seine Verdienste um den Tanz wurde Clark 2014 von Königin Elisabeth II. als Commander des Order of the British Empire (CBE) ausgezeichnet.

## Choreografische Werke
- 1979: Overground
- 1979: Trio C Belongings
- 1980: Surface Values
- 1982: Of a feather, FLOCK
- 1982: A Wish Sandwich
- 1982: Rush
- 1983: Mission Accomplished: Tutu Invisible
- 1984: Flippin' eck oh thweet myth-tery of life
- 1984: Morag's Wedding
- 1984: Do you me? I Did
- 1984: New Puritans
- 1984: Le French Revolting
- 1985: HAIL the classical
- 1985: Angel Food
- 1985: not H.AIR
- 1986: Art for Money
- 1986: Drop Your Pearls and Hog It, Girl
- 1986: Swamp
- 1986: No Fire Escape in Hell
- 1987: Pure Pre-Scenes
- 1987: Because We Must
- 1988: I Am Curious, Orange
- 1989: Wrong
- 1989: Rights
- 1989: Heterospective
- 1991: Modern Masterpieces
- 1992: Rite Now
- 1992: Mmm...
- 1992: Bog 3.0
- 1994: O
- 1998: Yet
- 1998:~ current/SEE
- 2001: fig – 1
- 2001:Before and After: The Fall
- 2003: Satie Stud
- 2003: Would, Should, Can, Did
- 2003: Rattle Your Jewellery
- 2003: OH MY GODDESS
- 2003: Look at that picture...
- 2004: nevertheless, caviar
- 2004: Swamp
- 2005: A Physical Dialogue
- 2006: Merce's Nurse
- 2009: come, been and gone
- 2011: th
- 2012: WHO'S ZOO?
- 2012: The Barrowlands Project
- 2013: animal / vegetable / mineral
- 2016: to a simple, rock 'n' roll . . . song